# 大仁駅
大仁駅（おおひとえき）は、静岡県伊豆の国市大仁にある、伊豆箱根鉄道駿豆線の駅である。駅番号はIS11。近くに温泉街がある。

## 歴史
- 1899年（明治32年）

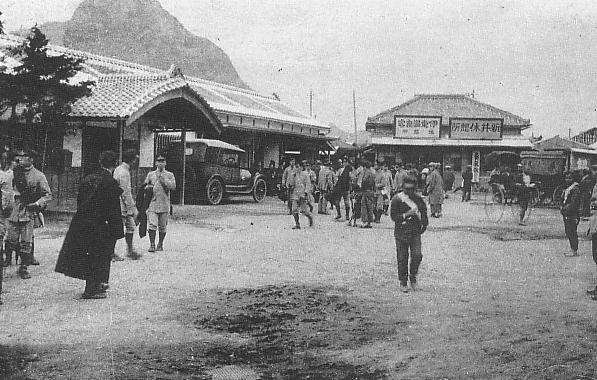
戦前の大仁駅前

  - 7月17日：南條（現・伊豆長岡） - 大仁間開業により、当駅開業。
  - 12月25日：帝国議会議長宛に、大仁駅を起点として、 下田港までに至る下田鉄道敷設請願書を提出。実現せずに構想だけで終わる。
- 1924年（大正13年）8月1日：大仁 - 修善寺間開業により、中間駅となる。
- 2009年（平成21年）10月12日：大仁高校の創立90周年を記念して、発車メロディを同校の校歌をアレンジしたものに変更。2010年（平成22年）3月までの期間限定で、同年4月以降は発車ベル・スピーカー共に元のものに戻された[1]。
- 2015年（平成27年）3月27日：田京 - 修善寺間で、 鉄道総研が超電導送電技術を用いた世界初の列車走行試験に成功[2]。大仁駅に超電導送電システムを設置して試験走行を実施した。
- 2020年（令和2年）3月22日：朝の一部時間帯を除いて駅員不在となる。
- 2023年（令和5年）5月23日：東芝テックとの副駅名権のスポンサー契約締結による副駅名「ともにつくる、つぎをつくる。」を発表し、副駅名を含む駅名標の除幕式を開催[3][4]。なお、三島広小路駅にも同じ副駅名が付された。

## 駅構造
大きくカーブした島式ホーム1面2線を有する地上駅。駅舎は1番線の線路を挟んで東側に面しており、ホームとのアクセスには構内踏切を使用する。かつて大仁駅が終点だった頃は2面3線の設備があり、1番線の両側にあるホームはその名残となっている。現在は駅舎側のホームは使用されていない。
貨物輸送が行われていた頃は駅舎に隣接する貨物ホームと2本の側線が存在したが、今は跡地に駐車場が建設されている。
以前は終日駅係員配置駅であったが、現在は踊り子号が発車する時間帯に合わせて指定席特急券を発売するために近くの駅から駅係員が派遣される。

### のりば
| 番線 | 路線   | 方向 | 行先       | 備考                   |
| ---- | ------ | ---- | ---------- | ---------------------- |
| 1    | 駿豆線 | 下り | 修善寺方面 | 列車交換を行う列車     |
| 2    | 駿豆線 | 上り | 三島方面   |                        |
| 2    | 駿豆線 | 下り | 修善寺方面 | 列車交換を行わない列車 |

付記事項
- 構内踏切の遮断を避けるため、当駅で列車交換を行わない下り列車は2番線を発着する。

発車メロディーに関して
- 2009年10月12日より2010年3月31日まで、当駅が最寄り駅だった大仁高等学校の校歌が発車メロディーとして使用されていた（高等学校の統廃合により、大仁高等学校は現在、伊豆総合高等学校となっている）。

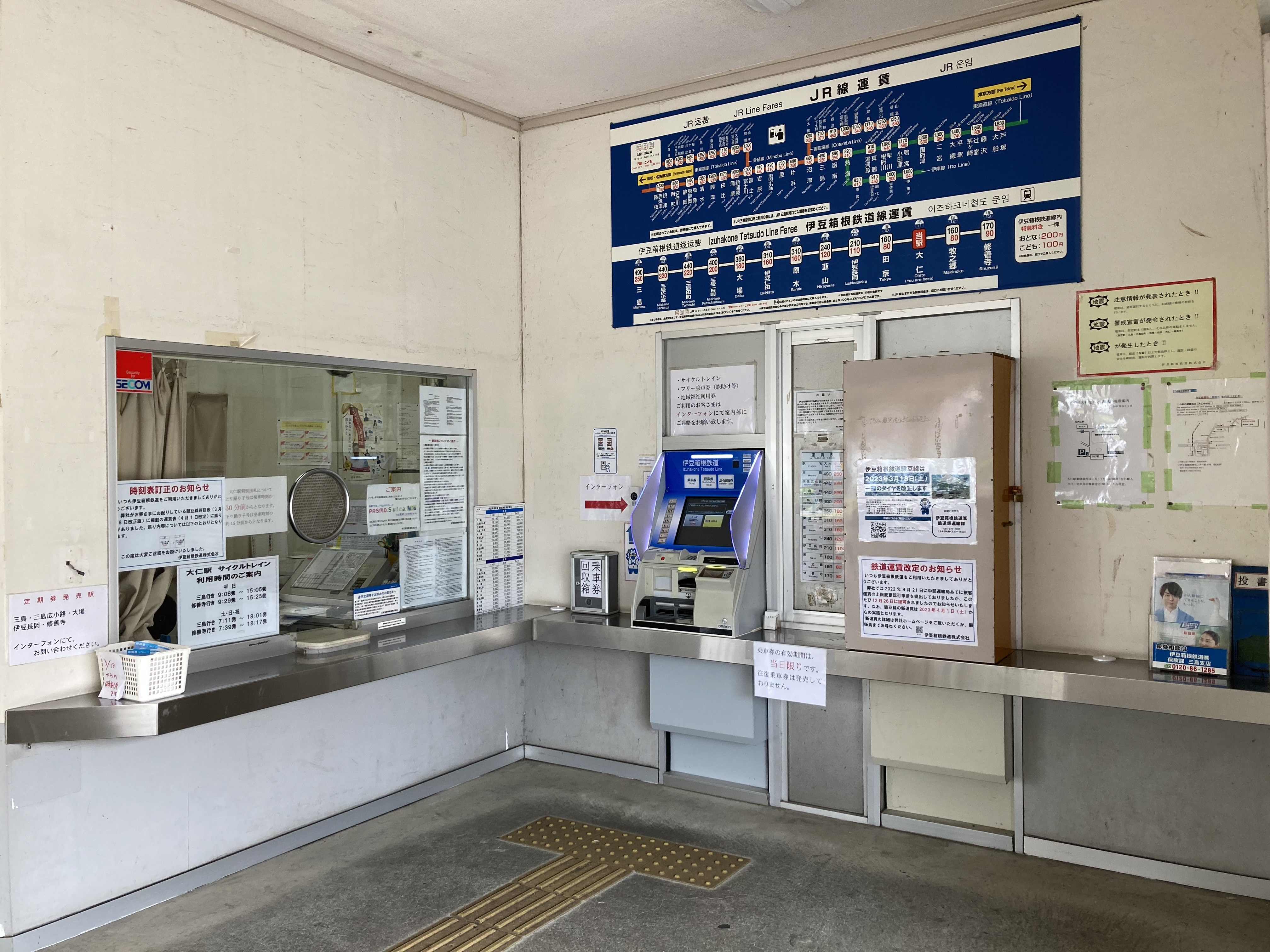
切符売場（2023年4月）
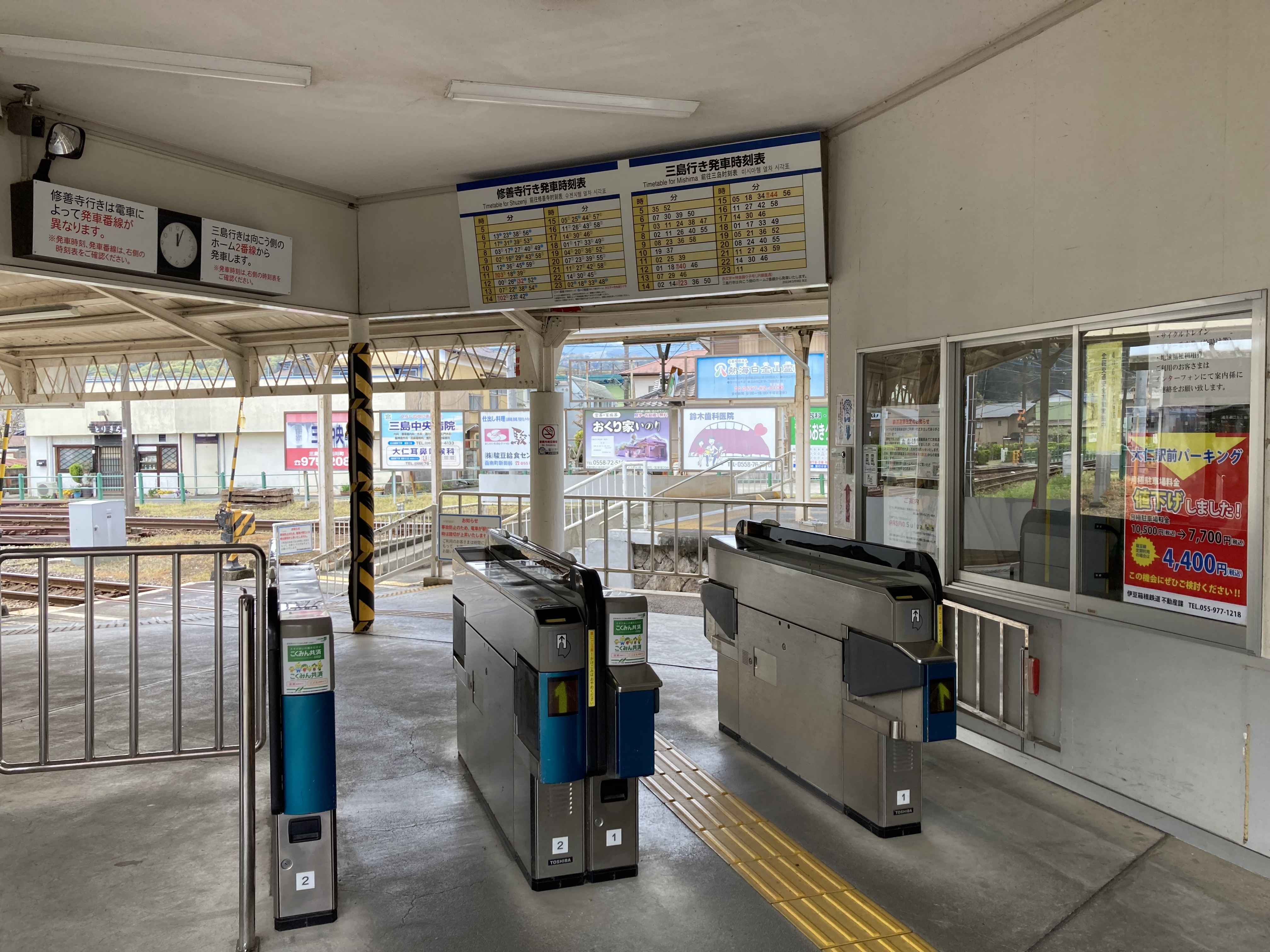
改札口（2023年4月）
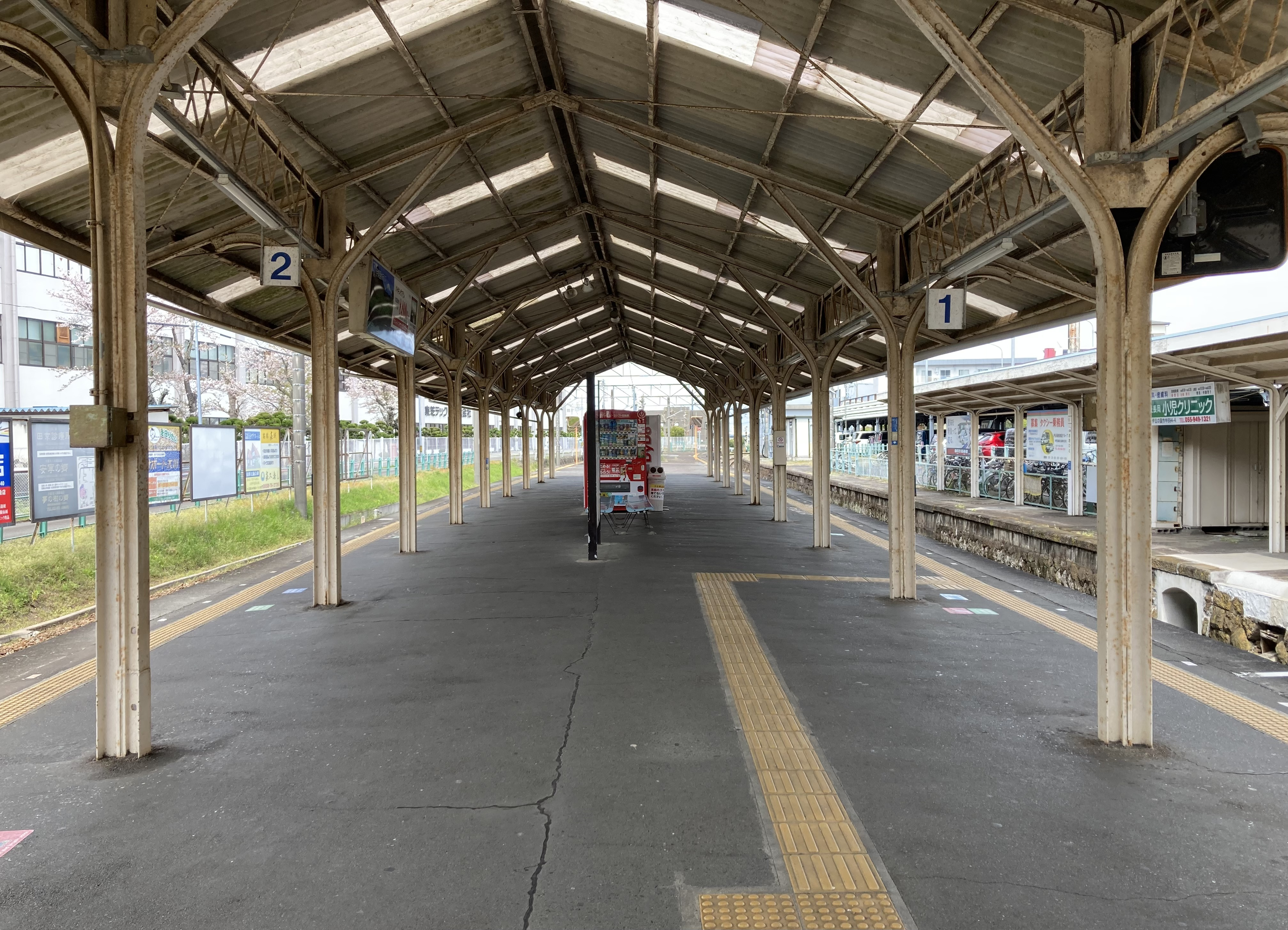
1番線・2番線ホーム（2023年4月）

## 利用状況
- 2020年（令和2年）度の1日平均乗車人員は868人である。

近年の1日平均乗車人員の推移は以下の通りである。
| 年度               | 1日平均 乗車人員 | 出典     |
| ------------------ | ---------------- | -------- |
| 1993年（平成05年） | 2,278            | [ * 1 ]  |
| 1994年（平成06年） | 2,218            | [ * 2 ]  |
| 1995年（平成07年） | 2,137            | [ * 3 ]  |
| 1996年（平成08年） | 2,106            | [ * 4 ]  |
| 1997年（平成09年） | 2,072            | [ * 5 ]  |
| 1998年（平成10年） | 2,017            | [ * 6 ]  |
| 1999年（平成11年） | 1,958            | [ * 7 ]  |
| 2000年（平成12年） | 1,889            | [ * 8 ]  |
| 2001年（平成13年） | 1,826            | [ * 9 ]  |
| 2002年（平成14年） | 1,725            | [ * 10 ] |
| 2003年（平成15年） | 1,749            | [ * 11 ] |
| 2004年（平成16年） | 1,751            | [ * 12 ] |
| 2005年（平成17年） | 1,760            | [ * 13 ] |
| 2006年（平成18年） | 1,737            | [ * 14 ] |
| 2007年（平成19年） | 1,743            | [ * 15 ] |
| 2008年（平成20年） | 1,680            | [ * 16 ] |
| 2009年（平成21年） | 1,682            | [ * 17 ] |
| 2010年（平成22年） | 1,395            | [ * 18 ] |
| 2011年（平成23年） | 1,326            | [ * 19 ] |
| 2012年（平成24年） | 1,345            | [ * 20 ] |
| 2013年（平成25年） | 1,285            | [ * 21 ] |
| 2014年（平成26年） | 1,232            | [ * 22 ] |
| 2015年（平成27年） | 1,270            | [ * 23 ] |
| 2016年（平成28年） | 1,262            | [ * 24 ] |
| 2017年（平成29年） | 1,255            | [ * 25 ] |
| 2018年（平成30年） | 1,191            | [ * 26 ] |
| 2019年（令和元年） | 1,193            | [ * 27 ] |
| 2020年（令和02年） | 868              | [ * 28 ] |

## 駅周辺

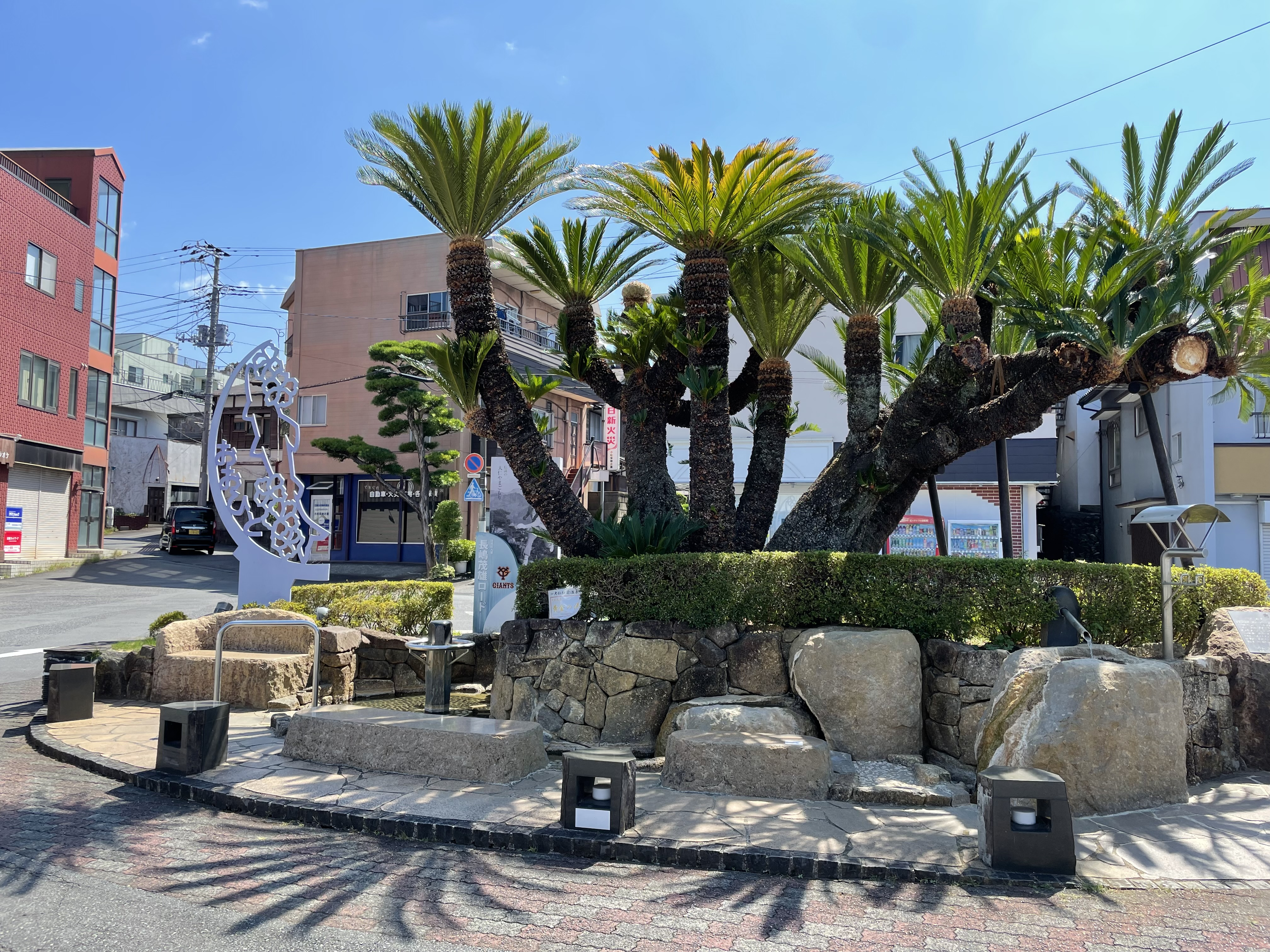
大仁駅前の足湯

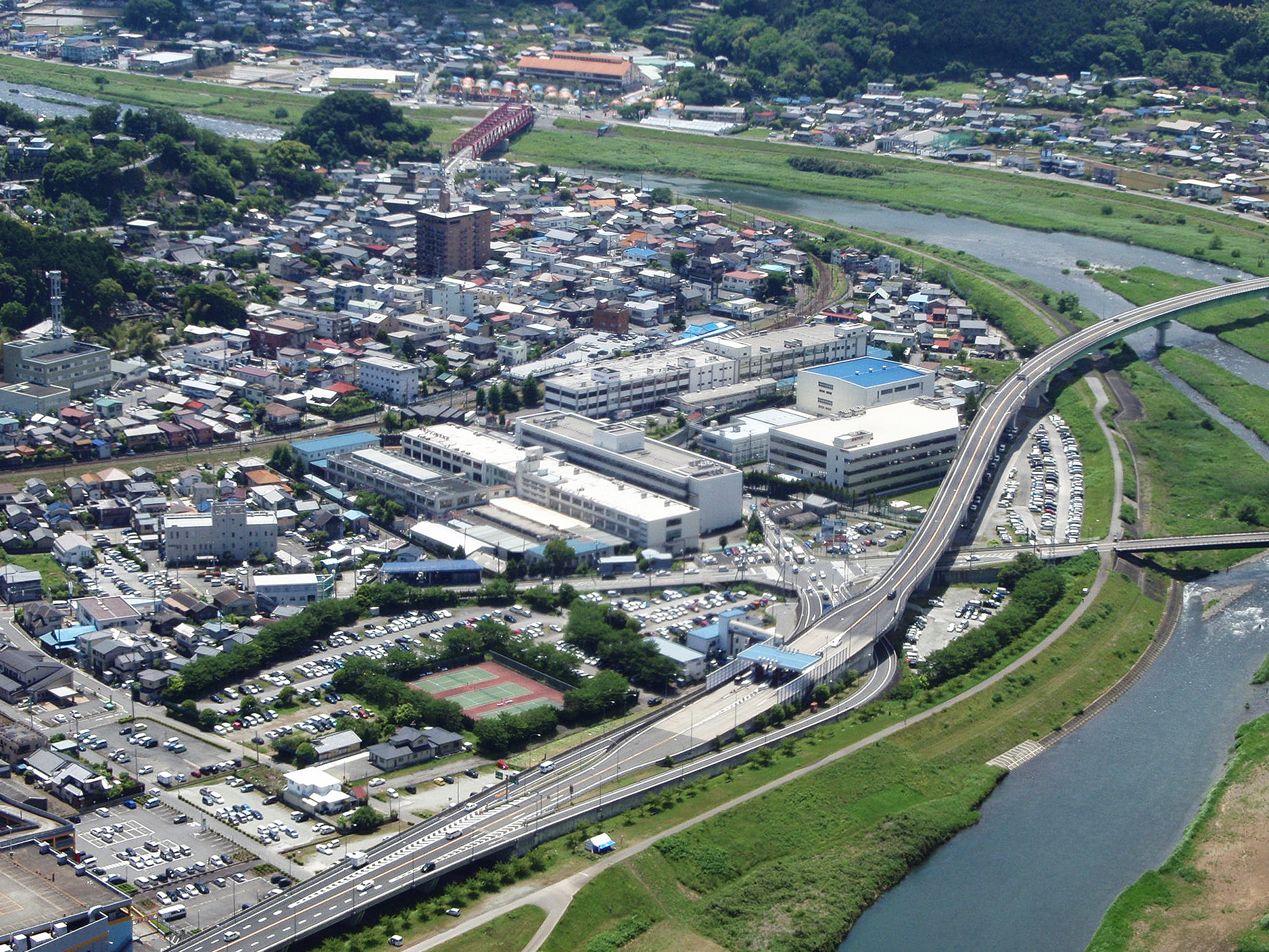
大仁駅と周辺、中央の建物群が東芝テック大仁事業所で、その上の青い建物が大仁駅の駅舎

大仁温泉の玄関口。2006年には、駅前ロータリーに足湯が設置された。
- 大仁温泉
- 大仁神社
- 東芝テック大仁事業所
- 水晶山
- 伊豆の国市市民交流センター(大仁くぬぎ会館)[旧静岡県立大仁高等学校]
- 大仁ホテル
- アピタ大仁店
- 修善寺道路大仁南IC
- 国道136号
- 静岡県道80号熱海大仁線
- 静岡県道400号大仁停車場線
- 狩野川
- 城山
- 伊豆の国市自主運行バス「大仁駅前」停留所 - 休日運休（※一部は休校日運休）。

## 隣の駅
※特急「踊り子」の隣の停車駅は列車記事を参照。
伊豆箱根鉄道
 駿豆線
田京駅 (IS10) - 大仁駅 (IS11) - 牧之郷駅 (IS12)

### 記事本文
1. ↑  大仁駅における特別発車メロディの採用とラッピング電車の運行について (PDF)  - 伊豆箱根鉄道、2009年10月8日
2. ↑  超電導き電ケーブルを用いた列車走行実験について (PDF)  - 鉄道総研、2015年4月30日。
3. ↑  小西龍也「大仁駅、三島広小路駅に副駅名「ともにつくる、つぎをつくる。」伊豆箱根鉄道」『あなたの静岡新聞』2023年5月24日。2023年8月10日閲覧。
4. ↑  『伊豆箱根鉄道と東芝テック、三島広小路駅および大仁駅の ネーミングライツ契約締結について』（PDF）（プレスリリース）伊豆箱根鉄道、2023年5月11日。2023年8月10日閲覧。

### 利用状況
静岡県統計年鑑
1. ↑  静岡県統計年鑑1993（平成5年） (PDF)
2. ↑  静岡県統計年鑑1994（平成6年） (PDF)
3. ↑  静岡県統計年鑑1995（平成7年） (PDF)
4. ↑  静岡県統計年鑑1996（平成8年） (PDF)
5. ↑  静岡県統計年鑑1997（平成9年） (PDF)
6. ↑  静岡県統計年鑑1998（平成10年） (PDF)
7. ↑  静岡県統計年鑑1999（平成11年） (PDF)
8. ↑  静岡県統計年鑑2000（平成12年） (PDF)
9. ↑  静岡県統計年鑑2001（平成13年） (PDF)
10. ↑  静岡県統計年鑑2002（平成14年） (PDF)
11. ↑  静岡県統計年鑑2003（平成15年） (PDF)
12. ↑  静岡県統計年鑑2004（平成16年） (PDF)
13. ↑  静岡県統計年鑑2005（平成17年） (PDF)
14. ↑  静岡県統計年鑑2006（平成18年） (PDF)
15. ↑  静岡県統計年鑑2007（平成19年） (PDF)
16. ↑  静岡県統計年鑑2008（平成20年） (PDF)
17. ↑  静岡県統計年鑑2009（平成21年） (PDF)
18. ↑  静岡県統計年鑑2010（平成22年） (PDF)
19. ↑  静岡県統計年鑑2011（平成23年） (PDF)
20. ↑  静岡県統計年鑑2012（平成24年） (PDF)
21. ↑  静岡県統計年鑑2013（平成25年） (PDF)
22. ↑  静岡県統計年鑑2014（平成26年） (PDF)
23. ↑  静岡県統計年鑑2015（平成27年） (PDF)
24. ↑  静岡県統計年鑑2016（平成28年） (PDF)
25. ↑  静岡県統計年鑑2017（平成29年） (PDF)
26. ↑  静岡県統計年鑑2018（平成30年） (PDF)
27. ↑  静岡県統計年鑑2019（令和元年） (PDF)
28. ↑  静岡県統計年鑑2020（令和2年） (PDF)